# 飛竜の騎士
「飛竜の騎士」（ひりゅうのきし）は、TRUEの楽曲。TRUEの6枚目のシングルとして2016年2月10日にLantisから発売された。
唐沢美帆が作詞、矢鴇つかさが作曲を手掛けた。

## 音楽性
本曲は、テレビアニメ『最弱無敗の神装機竜』のオープニングテーマに起用された。同作品とタイアップした楽曲であるため、登場人物の想いを歌詞に盛り込んだという。初披露は、2015年12月20日に明治安田生命ホールにて開催された『落第騎士の英雄譚』との合同イベントで行われた。
YouTubeではミュージック・ビデオのShort Ver.が公開されている。青い衣装を着たTRUEが青い月を背景に火柱と共に歌うという過酷な内容であり、丸1日かけて撮影された。そのため、撮影中には火が自分の衣装に燃え移る危険性があったり、撮影に集中しているカメラマンが火の進行方向を予測できなかったという。

## シングルリリース
TRUEのシングルとしては、前作「Dear answer」以来約4か月ぶりのリリースとなる。ジャケットはTRUEが以前から感じていた「変わる」ことを革命旗を掲げる中二病要素のある内容で表現しつつ、「STEEL-鉄血の絆-」との差別化も行ったという。
2曲目「BLUE MOON CHILD」は、ゆったりとした曲。

## シングル収録内容
| 全作詞: 唐沢美帆、全編曲: 酒井拓也。 |                           |           |            |      |
| #                                    | タイトル                  | 作詞      | 作曲       | 時間 |
| 1.                                   | 「飛竜の騎士」            | 唐沢美帆  | 矢鴇つかさ | 5:32 |
| 2.                                   | 「BLUE MOON CHILD」       | 唐沢美帆  | 桑原聖     | 5:46 |
| 3.                                   | 「飛竜の騎士」(off vocal) | 唐沢美帆  |            | 5:33 |
| 合計時間:                            | 合計時間:                 | 合計時間: | 16:52      |      |

## チャート
| チャート（2016年）                | 最高位 |
| --------------------------------- | ------ |
| オリコン                          | 33     |
| Billboard JAPAN Hot 100           | 46     |
| Billboard JAPAN Hot Animation     | 12     |
| Billboard JAPAN Hot Singles Sales | 34     |